# Атенсио, Джош
Джошуа Райан Атенсио (англ. Joshua Ryan Atencio; 31 января 2002, Белвью, Вашингтон, США) — американский футболист, опорный полузащитник клуба «Колорадо Рэпидз» и сборной США.

## Карьера

### Клубная карьера
Атенсио присоединился к академии футбольного клуба «Сиэтл Саундерс» в 2016 году. В 2018 году начал привлекаться в фарм-клуб «Сиэтл Саундерс 2», забив гол в дебютном матче в ЮСЛ, против «Портленд Тимберс 2» 19 августа. 22 января 2019 года Атенсио подписал профессиональный контракт с «Сиэтл Саундерс 2». 12 июня был взят «Сиэтл Саундерс» в краткосрочную аренду на матч четвёртого раунда Открытого кубка США 2019 против «Портленд Тимберс», но остался в запасе. 15 июня 2020 года Атенсио подписал с «Сиэтл Саундерс» контракт по правилу доморощенного игрока. Дебютировал за «Сиэтл Саундерс» в MLS 19 июля в матче Турнира MLS is Back против «Ванкувер Уайткэпс», выйдя на замену перед финальным свистком. 8 апреля 2023 года в матче против «Сент-Луис Сити» забил свой первый гол в MLS. 11 января 2024 года Атенсио подписал с «Сиэтл Саундерс» новый четырёхлетний контракт до конца сезона 2027 с опцией продления на сезон 2028.
15 февраля 2025 года Атенсио был продан в «Колорадо Рэпидз» за $1,3 млн в общих распределительных средствах, распределённых поровну между сезонами 2025 и 2026. «Сиэтл» может получить ещё $300 тыс. при достижении им определённых показателей, а также получит комиссию в случае его перепродажи внутри MLS или заграницу. За «Рэпидз» он дебютировал 22 февраля в матче стартового тура сезона 2025 против «Сент-Луис Сити».

### Международная карьера
Атенсио привлекался в юношеские сборные США на уровнях до 15 лет и до 17 лет.
13 ноября 2023 года Атенсио был вызван в тренировочный лагерь олимпийской сборной США.
5 января 2024 года Атенсио получил свой первый вызов в старшую сборную США, в ежегодный январский тренировочный лагерь. 20 января в товарищеском матче со сборной Словении, завершившем лагерь, он дебютировал за сборную США, выйдя в стартовом составе.
Атенсио был выбран в качестве резервного игрока команды США на Олимпийских играх 2024, и после травмы Джанлуки Бузио был введён в состав сборной.

## Статистика выступлений

### Клубная статистика
| Выступление      | Выступление      | Выступление      | Лига | Лига | Плей-офф | Плей-офф | Кубок | Кубок | Континент | Континент | Прочие | Прочие | Итого | Итого |
| Клуб             | Лига             | Сезон            | Игры | Голы | Игры     | Голы     | Игры  | Голы  | Игры      | Голы      | Игры   | Голы   | Игры  | Голы  |
| ---------------- | ---------------- | ---------------- | ---- | ---- | -------- | -------- | ----- | ----- | --------- | --------- | ------ | ------ | ----- | ----- |
| Такома Дифайенс  | USLC             | 2018             | 2    | 1    | —        | —        | —     | —     | —         | —         | —      | —      | 2     | 1     |
| Такома Дифайенс  | USLC             | 2019             | 25   | 1    | —        | —        | —     | —     | —         | —         | —      | —      | 25    | 1     |
| Такома Дифайенс  | USLC             | 2020             | 2    | 0    | —        | —        | —     | —     | —         | —         | —      | —      | 2     | 0     |
| Такома Дифайенс  | USLC             | 2021             | 2    | 0    | —        | —        | —     | —     | —         | —         | —      | —      | 2     | 0     |
| Такома Дифайенс  | MLS Next Pro     | 2022             | 7    | 0    | —        | —        | —     | —     | —         | —         | —      | —      | 7     | 0     |
| Такома Дифайенс  | MLS Next Pro     | 2023             | 7    | 1    | —        | —        | —     | —     | —         | —         | —      | —      | 7     | 1     |
| Такома Дифайенс  | Итого            | Итого            | 45   | 3    | —        | —        | —     | —     | —         | —         | —      | —      | 45    | 3     |
| Сиэтл Саундерс   | MLS              | 2019             | —    | —    | —        | —        | 0     | 0     | —         | —         | —      | —      | 0     | 0     |
| Сиэтл Саундерс   | MLS              | 2020             | 5    | 0    | 0        | 0        | —     | —     | —         | —         | 1      | 0      | 6     | 0     |
| Сиэтл Саундерс   | MLS              | 2021             | 24   | 0    | 1        | 0        | —     | —     | 2         | 0         | —      | —      | 27    | 0     |
| Сиэтл Саундерс   | MLS              | 2022             | 18   | 0    | —        | —        | 1     | 0     | —         | —         | 1      | 0      | 20    | 0     |
| Сиэтл Саундерс   | MLS              | 2023             | 22   | 1    | 4        | 0        | 2     | 0     | 2         | 0         | —      | —      | 30    | 1     |
| Сиэтл Саундерс   | MLS              | 2024             | 22   | 0    | 2        | 0        | 2     | 1     | 2         | 0         | —      | —      | 28    | 1     |
| Сиэтл Саундерс   | Итого            | Итого            | 91   | 1    | 7        | 0        | 5     | 1     | 6         | 0         | 2      | 0      | 111   | 2     |
| Колорадо Рэпидз  | MLS              | 2025             | 6    | 0    | —        | —        | —     | —     | —         | —         | 1      | 0      | 7     | 0     |
| Всего за карьеру | Всего за карьеру | Всего за карьеру | 142  | 4    | 7        | 0        | 5     | 1     | 6         | 0         | 3      | 0      | 163   | 5     |

Источники: Transfermarkt, Soccerway, Football Database EU.

### Международная статистика
| Команда | Год   | Игры | Голы |
| ------- | ----- | ---- | ---- |
| США     |       |      |      |
| 2024    | 1     | 0    |      |
| Всего   | Всего | 1    | 0    |

Источник: National Football Teams.